# Apenrader Kreisbahn
De Aabenraa Amtsbaner, afgekort AA (Duits: Apenrader Kreis-Kleinbahn, AkrB), was een smalspoormaatschappij over het schiereiland Jutland in de Deense regio Sønderjylland met een spoorbreedte van een meter en een totale lengte van 86 kilometer.

## Geschiedenis
Na het voorbeeld van de naburige kreis Flensburg waar in 1885 het eerste traject was geopend wilde de kreis Apenrade ook een spoorlijn aanleggen om het gebied te ontsluiten. Op 13 februari 1899 werd het traject geopend van Apenrade naar Gravenstein. Gravenstein kreeg pas op 15 juli 1901 een station aan de hoofdlijn van Tingleff via Tørsbøl naar Sonderburg en de verbinding lijn van Padborg naar Tørsbøl.. Op 8 mei 1901 volgde het traject geopend van Apenrade naar Løgumkloster. Dit traject had een lengte van ruim 54 kilometer en eveneens veel bochten.

## Traject
Om de bouw van dure kunstwerken te beperken en meerdere plaatsen aan te doen werden veel bochten in het traject aangebracht. Hierdoor duurde de reis langer en kreeg de Aabenraa Amtsbaner al snel de bijnaam van Æ Kringelbåhn.
Het traject van Apenrade liep over het Hügelland van het schiereiland Loit, langs de Knivsberg, en kruist in Haberslund bij Osterlügum de hoofdspoorlijn Fredericia - Padborg en draaide verder naar het zuidwesten richting Lügumkloster. In Lügumkloster was het eindstation aan de oostzijde van de stad terwijl het station van de DSB aan de westzijde van de stad lag.
Dit trajectdeel Haberslund - Lügumkloster liet de Aabenraa Amtsbaner na succesvolle jaren werd na de Eerste Wereldoorlog de concurrentie van het wegvervoer dusdanig groot dat dit deel gesloten moest worden. Een ander probleem was dat er geen aansluiting was met de Haderslebener Kreisbahn en andere lokaal spoorlijnen.
Het westelijke trajectdeel van Hellewatt tot Lügumkloster werd gedeeltelijk gebruikt voor de lijn Rødekro - Bredebro door de DSB en omgespoord tot normaalspoor.
In Lügumkloster, Haberslund en Gravenstein bestond de mogelijkheid van overstappen op de DSB. In Apenrade lag de halte Apenrade Nordertor op loopafstand van het DSB station.

## Na toetreding Denemarken
Nadat het noordelijke deel van de voormalige provincie Sleeswijk in 1920 Deens gebied werd nam de DSB in 1926 de bedrijfsvoering van de Aabenraa Amtsbaner als rechtsopvolger over.